# Diodon holocanthus
Diodon holocanthus — вид морських риб родини Diodontidae.

## Опис
Блідого кольору з великими чорними плямами і меншими чорними плямами; цих плям з віком стає все менше. У нього багато довгих двокореневих вдавлених шипів, особливо на голові. Зуби двох щелеп зрощені в папугоподібному дзьобі. Дорослі можуть досягати 50 см по довжині. Єдиною іншою рибою, з якою її можна сплутати, є Diodon liturosus, але у неї набагато довші шипи, ніж у цього виду.
Риба є всеїдною твариною, яка вночі живиться молюсками, морськими їжаками, раками-відлюдниками, равликами та крабами. Вони використовують свій дзьоб у поєднанні з пластинами у роті, щоб розчавити свою здобич, таку як молюски та морські їжаки, які інакше були б неперетравними.
У раціон цього виду входять морські їжаки та твердопанцирні молюски.

## Поширення
Зустрічається в тропічних зонах основних морів і океанів:
- В Атлантиці зустрічається від Флориди і Багамських островів до Бразилії і в східній Атлантиці від 30° пн.ш. до 23° пд.ш., а також навколо Південної Африки.
- А в західній частині Індійського океану від південного Червоного моря до Мадагаскару, Реюньйону та Маврикію.
- Також у Тихому океані від південної Японії до острова Лорд-Хау і на схід до Гавайських островів і островів Пасхи. Також від південної Каліфорнії до Колумбії та Галапагоських островів.[12]

Вони зустрічаються на мулистому морському дні, в гирлах річок, в лагунах або на коралових і скелястих рифах по всьому світу в тропічних і субтропічних морях.
Нереститься на поверхні на світанку або в сутінках парами або групами самців з однією самкою; молоді особини залишаються пелагічними, поки їм не виповниться принаймні 7 см завдовжки. Молоді та піддорослі риби іноді зустрічаються групами.

## Галерея

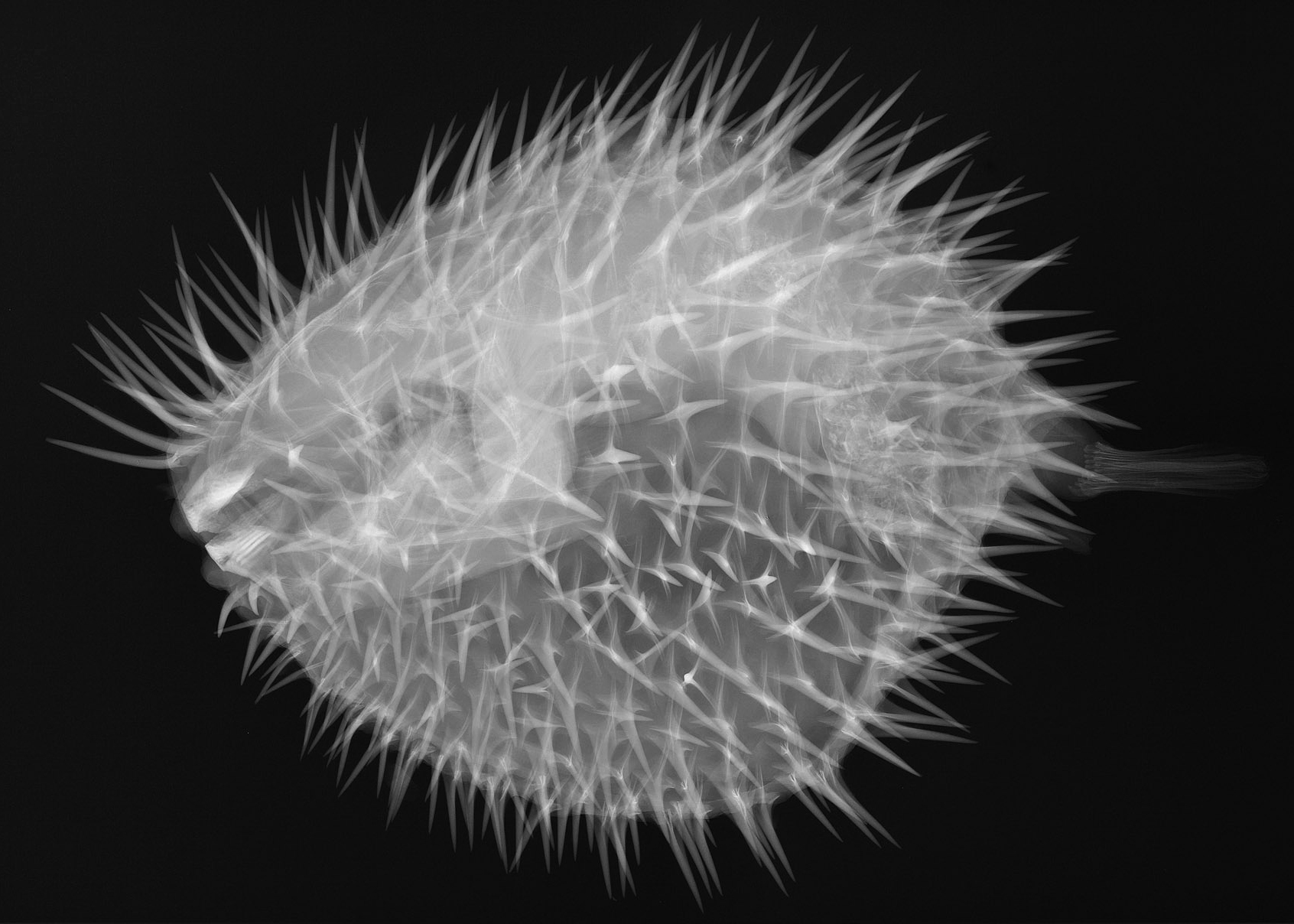
Рентгенівський знімок риби
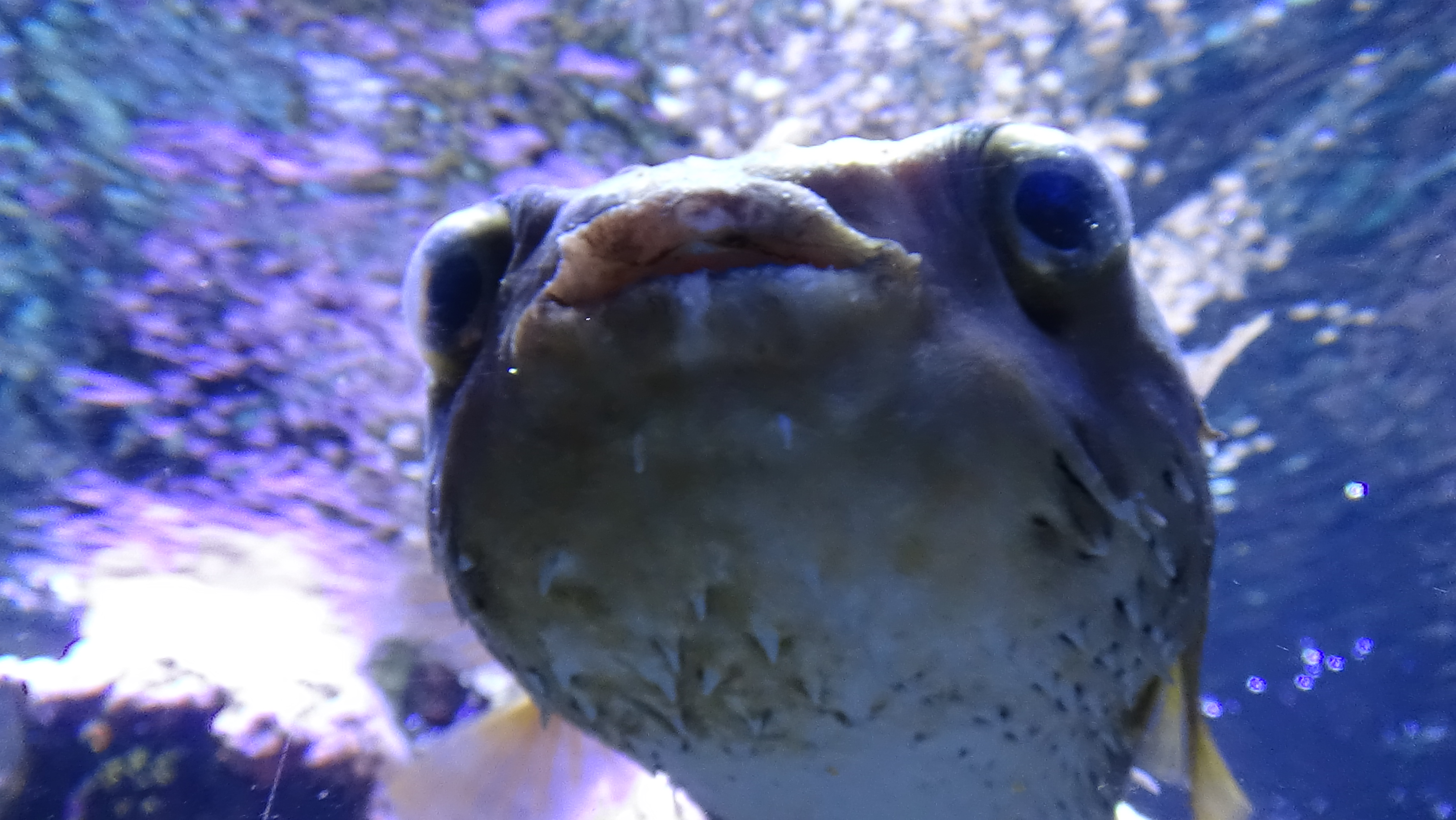
Морда
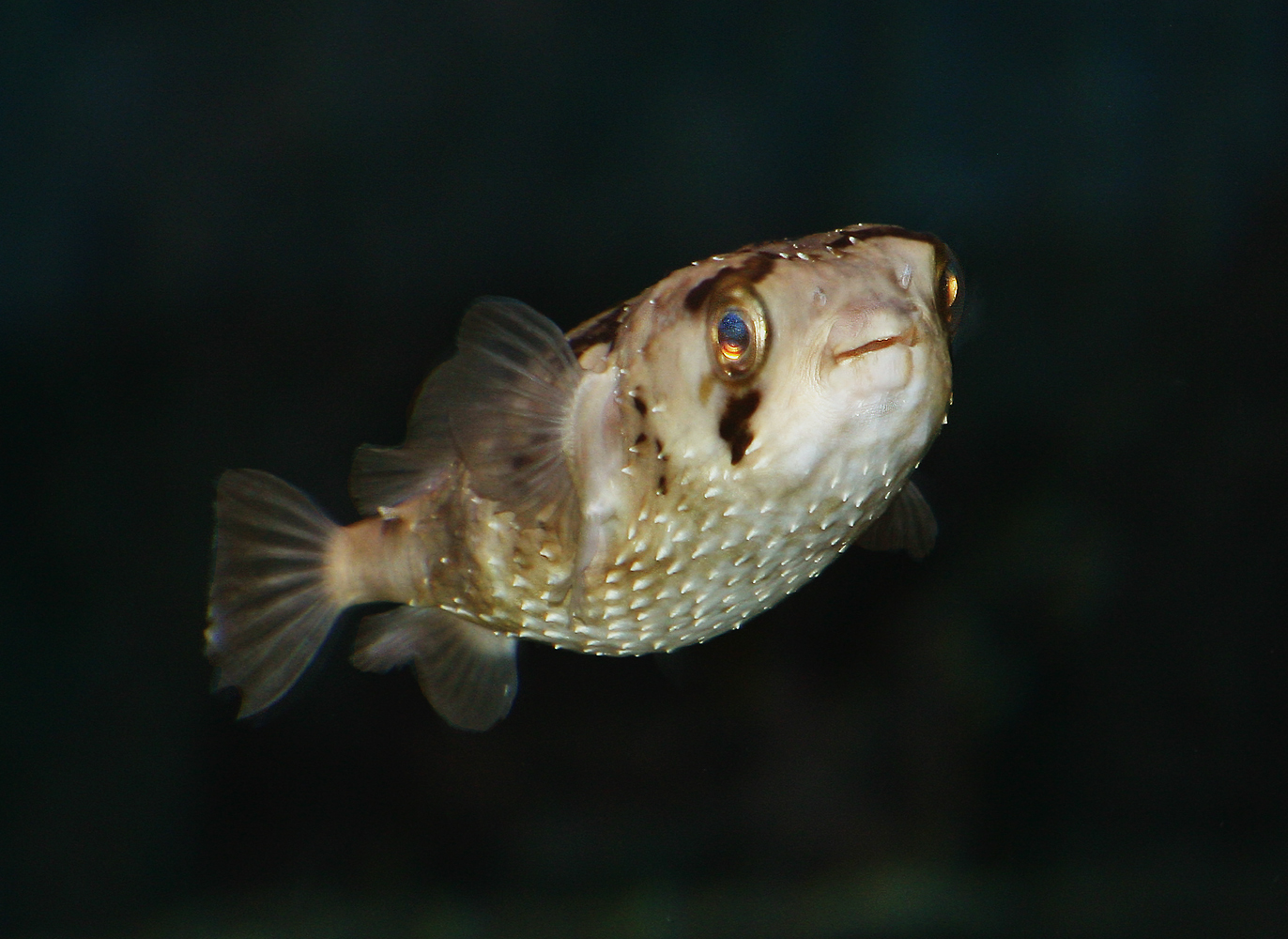

- Відео